# Хольцендорф, Хеннинг фон
Хеннинг Рудольф Адольф Карл фон Хольцендорф (нем. Henning Rudolf Adolf Karl von Holtzendorff; 9 января 1853 г., Берлин — 7 июня 1919 г., Пренцлау) — германский военный деятель, гросс-адмирал (31 мая 1918). Командующий германским Флотом Открытого Моря в 1909—1913 годах.

## Награды
- Орден Чёрного орла 19 сентября 1912 года
- Орден Красного орла
- Орден Короны (Пруссия)
- Орден «Pour le Mérite»
- Орден Дома Гогенцоллернов
- Железный крест
- Орден «За военные заслуги» (Бавария)
- Австрийский орден Леопольда

## Воинские звания
- контр-адмирал (27.1.1904)
- вице-адмирал (29.4.1907)
- адмирал (27.1.1910)
- гросс-адмирал (31.5.1918)